# Hypsiboas balzani
Hypsiboas balzani és una espècie de granota que viu a Bolívia i el Perú.